# 유럽 고속도로 982호선
유럽 고속도로 982호선은 터키의 메르신과 타르수스까지 이어주는 B-클래스급 간선도로로, 총 연장은 67 km에 이른다. 다만 앙카라로부터 남동쪽으로 약 380 km 떨어져 있는 것으로 보인다.